# Stenopsyche benaventi
Stenopsyche benaventi is een schietmot uit de familie Stenopsychidae. De soort komt voor in het Oriëntaals gebied.